# Pfarrkirche St. Georgen an der Stiefing

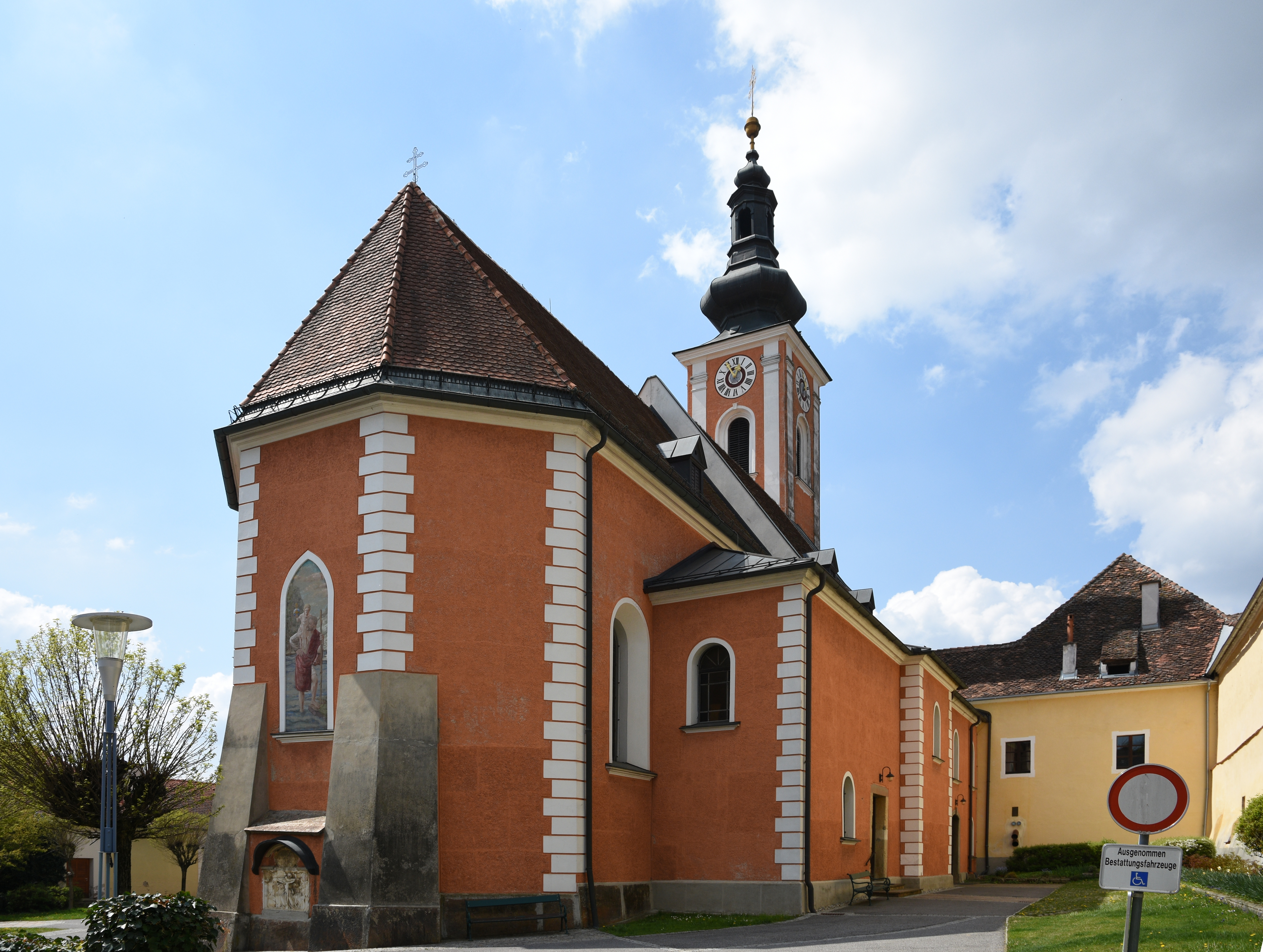
Katholische Pfarrkirche hl. Georg in St. Georgen an der Stiefing

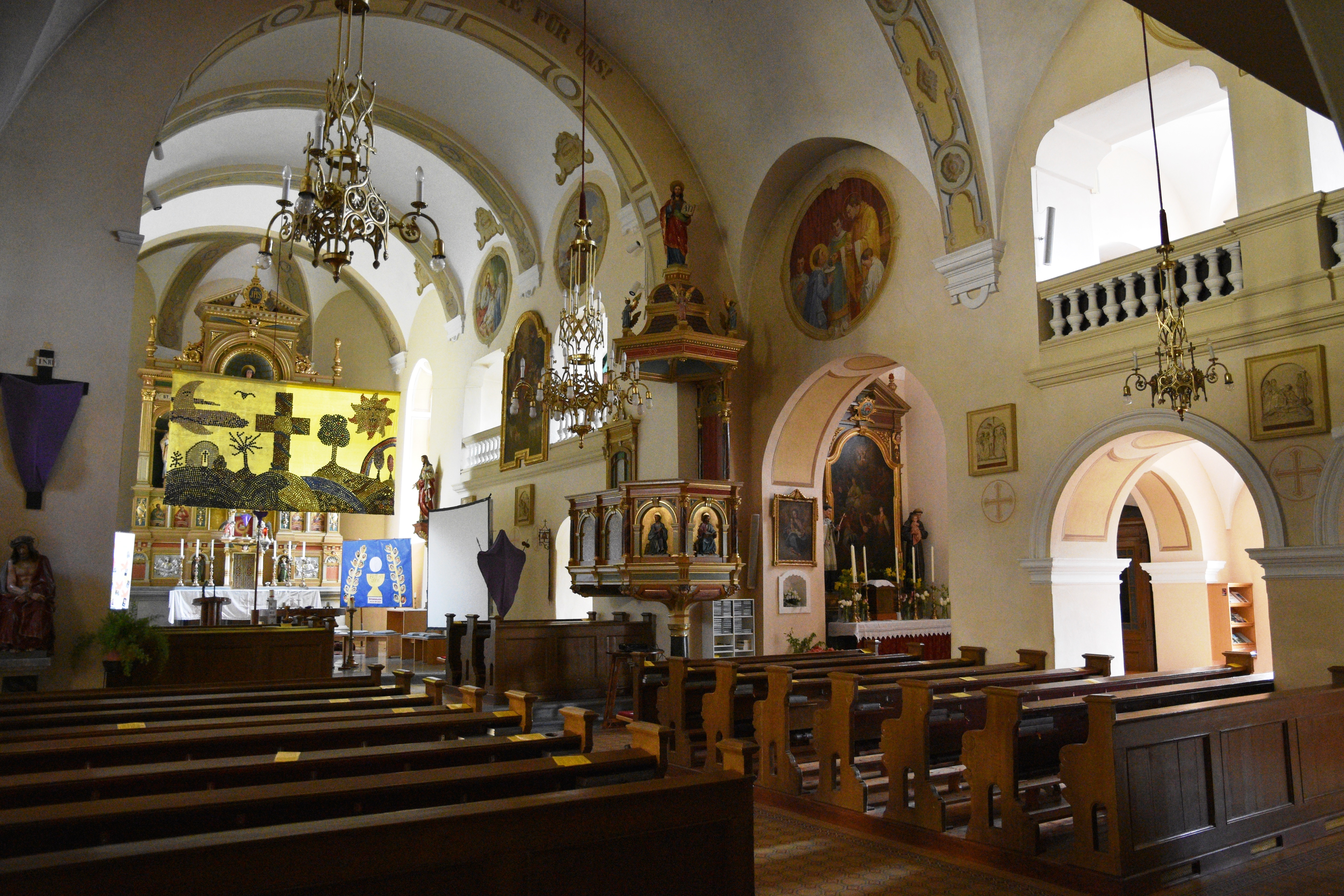
Langhaus, Blick in den Chor

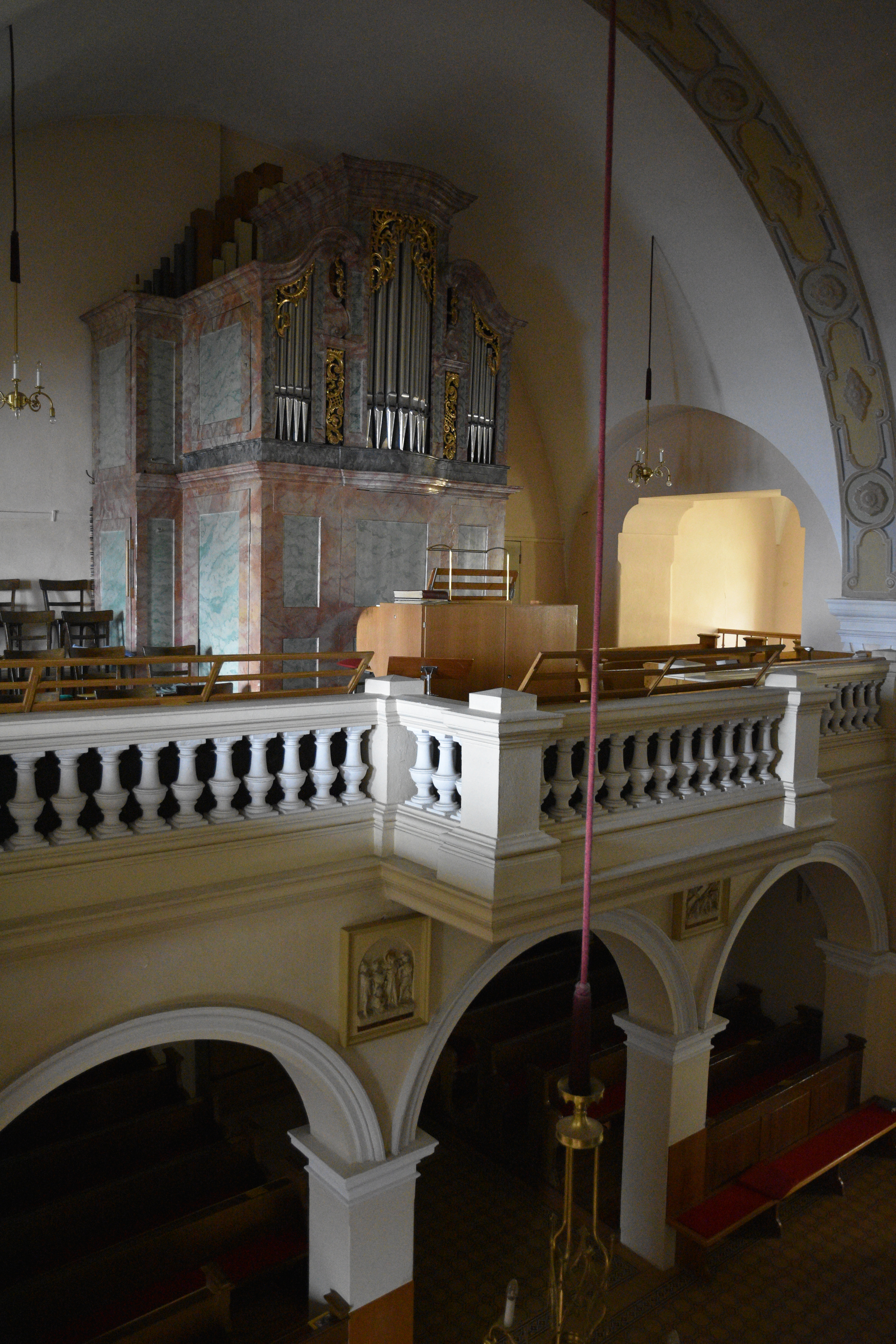
Langhaus, Blick zur Orgelempore

Die römisch-katholische Pfarrkirche St. Georgen an der Stiefing steht baulich mit dem Schloss St. Georgen an der Stiefing verbunden in der Marktgemeinde Sankt Georgen an der Stiefing im Bezirk Leibnitz. Die dem Patrozinium des Heiligen Georg unterstellte Pfarrkirche gehört zur Region Südweststeiermark (Dekanat Leibnitz) in der Diözese Graz-Seckau. Die Kirche und der ehemalige Friedhof stehen unter Denkmalschutz (Listeneintrag).

## Geschichte
Urkundlich wurde 1147 eine Kirche genannt. Die Eigenkirche der Grafen von Plain war mit der Burg verbunden. Nach dem Ungarneinfall 1481 wurde die Kirche als Wehrkirche mit einer Ummauerung wieder aufgebaut. Von 1750 bis 1755 erfolgte ein Umbau. Unter dem Pfarrer Graf Des Enffans d’Avernas (1894–1917) wurde die Kirche fast ganz abgerissen und neu erbaut und 1906 geweiht.

## Architektur
Der Kirchenbau mit einem Langhaus und einem eingezogenen Chor hat einen vorgestellten, im Unterbau wohl gotischen Westturm.
Das Kircheninnere zeigt ein dreischiffiges dreijochiges Langhaus unter einem Tonnengewölbe und Gurten. Die Orgelempore ist mit einem Netzgratgewölbe auf Konsolen aus dem 16. Jahrhundert unterwölbt, in den Seitenschiffen befinden sich weitere Emporen. Der eingezogene dreijochige Chor mit einem Dreiachtelschluss hat Platzlgewölbe mit Gurten und beidseits einen Sakristei- und Kapellenanbau mit Oratorien.
Ein eingemauerter Urkundenstein nennt Marquards von Herbersdorf 1218, gemacht wohl 1547.
Die Glasfenster entstanden 1906.

## Einrichtung
Die barocke Einrichtung der alten Kirche wurde beim Neubau durch eine Neorenaissance-Ausstattung ersetzt. Der Hochaltar entstand 1906.
Ein stark überarbeitetes Bild Vierzehn Nothelfer sowie ein Bild Kreuzigung aus der zweiten Hälfte des 18. Jahrhunderts befinden sich auf der Empore.
Das Orgelgehäuse ist aus 1768.

## Grabdenkmäler
Außen
- Am Chorschluss ein Reliefstein Dreifaltigkeit aus dem zweiten Viertel des 16. Jahrhunderts.
- Südseitig ein figuraler Grabstein eines Freiherrn von Glojach aus der Mitte des 16. Jahrhunderts.
- Weitere Renaissance- und Frühbarockgrabsteine.

Innen
- Grabsteine von 1547, 1688, 1694, 1737, 1755.